# Galattinolo-raffinosio galattosiltransferasi
La galattinolo-raffinosio galattosiltransferasi è un enzima appartenente alla classe delle transferasi, che catalizza la seguente reazione:
α-D-galattosil-(1→3)-1D-mio-inositolo + raffinosio ⇄ mio-inositolo + stachiosio
Questa enzima catalizza anche il trasferimento di un galattosile dallo stachiosio al raffinosio (noto per marcatura) [4]. Per la sintesi del substrato, vedere la [[inositolo 
3-alfa-galattosiltransferasi]] (numero EC 2.4.1.123). Vedere anche la galattinolo-saccarosio galattosiltransferasi (numero EC 2.4.1.82).